# Ghaznavi (misil)
El Ghaznavi (urdu: غزنوی; nombre en clave oficial: Hatf–III Ghaznavi), es un misil balístico táctico hipersónico superficie-superficie paquistaní diseñado y desarrollado por el Complejo de Desarrollo Nacional, con la primera versión en servicio en el comando estratégico de las Fuerzas Armadas de Pakistán desde 2004. Con un alcance óptimo de 290 km, lleva el nombre del líder musulmán turco del siglo XI Mahmud de Gazni. La palabra Hatf significa mortal o venganza en árabe. Entró en servicio con el ejército de Pakistán en 2012 después de un lanzamiento exitoso realizado por la ASFC (Fuerza de Comando Estratégico del Ejército) el 10 de mayo de 2012.
El Hatf-III es un misil balístico del tipo "Scud". El misil podría transportar ojivas nucleares y convencionales con un alcance de 290 kilómetros. Fue la segunda prueba de misil con capacidad nuclear lanzada por el ejército de Pakistán en menos de dos semanas, desde el lanzamiento del Agni-V por parte de la India.
El misil tiene una longitud de 9,64 m, un diámetro de 0,99 m, un peso de lanzamiento de 5256 kg y está propulsado por un motor cohete de combustible sólido de una sola etapa. Se cree que está influenciado por un diseño chino, el M-11 (nombre de informe de la OTAN: CSS-7).